# Lindum Colonia
Lindum Colonia era el nombre en latín del asentamiento que ahora es la ciudad de Lincoln en Lincolnshire, Inglaterra. Fue fundada como una fortaleza legionaria romana durante el reinado del emperador Nerón (58-68 d. C.) o posiblemente más tarde. La evidencia de las lápidas romanas sugiere que Lincoln fue guarnecido por primera vez por la Legión IX Hispana, que probablemente se mudó de Lincoln para fundar la fortaleza en Eboracum (York) alrededor de c. 71 d. C. Luego, Lindum fue guarnecido por la Legión II Adiutrix, que luego pasó a Chester en 77–78 d. C.
Probablemente bajo el reinado de Domiciano y muy probablemente después del 86 d. C., la fortaleza se convirtió en una colonia, un asentamiento para soldados retirados sancionado por el Emperador. La colonia ahora se desarrolló y se agregó un segundo recinto, a menudo denominado Colonia Inferior, entre la Colonia Superior y el río Witham. Se han descubierto evidencias del foro, baños, templos, edificios y comercios de la colonia que estaba cercada por muros. Los muros de la Colonia Superior comenzaron a construirse a principios del siglo II, mientras que la Colonia Inferiorfue amurallada a fines del siglo II o principios del III. El asentamiento romano también se extendió al sur del río Witham en el área conocida como Wigford. A principios del siglo III, con la reorganización del Imperio Romano, se puede argumentar que la colonia de Lindum se había convertido en la capital provincial de Britania Secunda y posiblemente un obispo de Lincoln estuvo presente en el Concilio de Arlés en 314 d. C.

## Nombre
El nombre es una forma latinizada de un nombre britano que ha sido reconstruido como *Lindon (lit., "estanque" o "lago"; cf. galés moderno llyn). La evidencia principal de que el Lincoln moderno se conocía como Lindum proviene de la Geografía de Ptolomeo, que fue compilada en alrededor de 150 AD, donde Lindum se denomina polis o pueblo dentro del área tribal de los coritanos . En el Itinerario de Antonino, un libro de ruta de mediados del siglo II d. C., Lindum se menciona tres veces como Lindo en el Iter o rutas numeradas V, VI y VIII. Luego, en la Cosmografía de Rávena, una lista de ciudades del Imperio Romano compilada en el siglo VII d. C., se hace referencia a Lincoln como Lindum Colonia. Como la colonia romana porque se cree que los soldados veteranos en Lincoln se establecieron durante el reinado del emperador romano Domiciano (81–96), se ha sugerido que el nombre completo de la colonia hubiera sido Colonia Domitiana Lindensium , pero, hasta el momento, no se han encontrado inscripciones romanas que lo confirmen.

## Historia

### Construcción

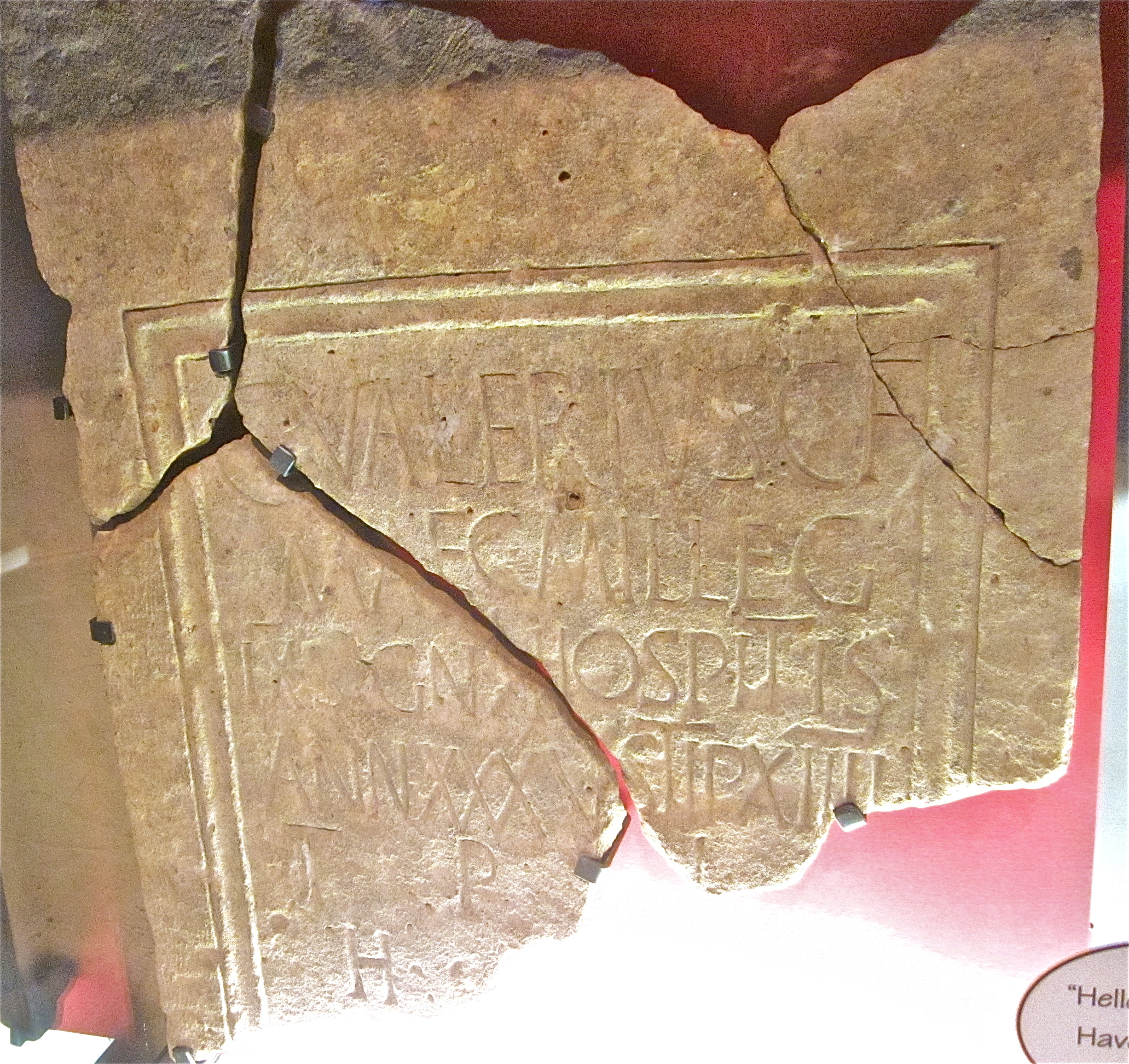
Lápida de Cayo Valerio, abanderado de la Novena Legión. Encontrado en South Common, Lincoln (RIB 257)

Los romanos conquistaron esta parte de Gran Bretaña en el año 48 d. C. y poco después construyeron una fortaleza legionaria, posiblemente al sur del río Witham. Esto pronto fue reemplazado, alrededor del año 60, por un segundo fuerte para la Legión IX, en lo alto de una colina que domina el lago natural formado por la ampliación del río Witham (el actual Brayford Pool) y en el extremo norte de Fosse Way, la calzada romana . Es muy probable que esa piscina haya dado su nombre a Lincoln.

### Desarrollo

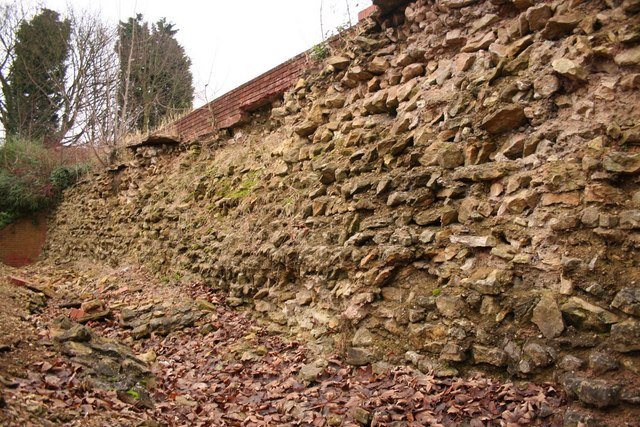
Muro norte romano de Lindum Colonia

La Legión IX Hispana probablemente se trasladó desde Lincoln para fundar la fortaleza en York alrededor del 71 d. C. Luego, después de una probable ocupación breve por parte de la Legión II, que se había trasladado a Chester en el 77-78 d. C. el fuerte legionario habría sido dejado en una base de cuidado y mantenimiento. Se desconoce la fecha exacta en que se convirtió en colonia, pero una fecha generalmente favorecida es el 86 d. C. Este fue un asentamiento importante para los legionarios retirados, establecido por el emperador Domiciano dentro de las murallas y utilizando la cuadrícula de calles de la fortaleza de la cima de la colina, con la adición de una extensión de aproximadamente la misma área, por la ladera de la colina hasta la orilla del agua. La ciudad se convirtió en un importante asentamiento floreciente, accesible desde el mar tanto a través del río Trent como del río Witham. Los edificios públicos, como el foro con estatuas ecuestres de tamaño natural, la basílica y los baños públicos, se erigieron en el siglo II. La cima de la colina estaba llena en gran parte de casas particulares, pero las laderas se convirtieron en el centro comercial de la ciudad. Ganaron muros de piedra, como la región superior (incluido el Arco de Newport), alrededor del año 200. Entre este punto y el apogeo de la ciudad a principios del siglo IV, la ciudad podría mantener una población de entre seis y ocho mil. También había un suburbio industrial sobre el río que tenía instalaciones de producción de cerámica. El pueblo contaba con el sistema de alcantarillado mejor desarrollado de la provincia y se ha descubierto parcialmente una hermosa fuente pública octogonal y parte de su acueducto. Había templos dedicados a Apolo y Mercurio. Sobre la base del tamaño de Lindum y la lista evidentemente corrupta de obispos británicos que asistieron al Concilio de Arlés de 314, a veces se considera que la ciudad fue la capital de la provincia de Flavia Caesariensis, que se formó durante las reformas de Diocleciano de finales del siglo III. Sin embargo, ahora se cree que es más probable que Lincoln haya sido la capital administrativa de Britania Secunda y que York fuera la capital de Flavia Caesariensis.

### Decadencia y transformación
La ciudad y sus vías fluviales finalmente cayeron en decadencia y, a fines del siglo V, estaba prácticamente desierta. Sin embargo, la iglesia de St Paul continuó como un lugar de culto hasta por lo menos el año 450 y su cementerio estuvo en uso hasta el siglo VI. Cuando San Paulino la visitó en 629, aparentemente estaba bajo el control de un Praefectus Civitatis llamado Blecca. La evidencia arqueológica indica que probablemente se construyó una iglesia absidal de madera en el siglo V o VI en el centro del antiguo foro. Esta iglesia era lo suficientemente grande como para albergar alrededor de 100 feligreses, desafiando la idea de que Lincoln estaba casi desierta. En cambio, encaja con otra evidencia de que Lincoln retuvo su posición central en la política posromana llamada *Lindēs, que se convirtió en el Reino de Lindsey en el período anglosajón.